# Liste der Vereine der Fußball-Bundesliga
Aufgeführt sind alle Vereine, die jemals in der Fußball-Bundesliga oder in der 2. Fußball-Bundesliga gespielt haben. Zur besseren Übersicht ist die Liste in sechs Tabellen aufgeteilt (siehe Inhaltsverzeichnis).

## Hinweise zu den Tabellen
Bei Vereinen, die nicht mehr in der ersten oder zweiten Bundesliga spielen, sind die aktuelle Ligazugehörigkeit und die Ebene der betreffenden Liga angegeben. Bei Vereinen, die nicht mehr existieren, ist in der Regel das Jahr der Auflösung angegeben. Nähere Informationen zu Nachfolgevereinen sind auf der Seite des jeweiligen Vereins zu finden. Bei Vereinen, die mittlerweile unter einem anderen Namen spielen oder aus einem Zusammenschluss zweier Vereine oder Fußballabteilungen hervorgingen, ist der aktuelle Vereinsname angegeben.
Die Unterteilung in die unten aufgeführten sechs Tabellen erfolgte lediglich zur besseren Lesbarkeit. Ein Verein wird aus Platzgründen nur in einer der Tabellen aufgeführt, auch wenn er laut Tabellenbezeichnung mehreren zugeordnet werden könnte. Bei den aktuellen Vereinen der Bundesliga und der 2. Bundesliga ist die aktuelle Saison in der Zahl der Gesamtjahre bereits enthalten.

## Aktuelle Vereine der Bundesliga
| Verein                   | Jahre in der Bundesliga | Jahre in der Bundesliga                                                 | Aktuell | Jahre in der 2. Bundesliga | Jahre in der 2. Bundesliga                                                                  |
| ------------------------ | ----------------------- | ----------------------------------------------------------------------- | ------- | -------------------------- | ------------------------------------------------------------------------------------------- |
| FC Augsburg              | 14                      | seit 2011                                                               | 14      | 12                         | 1974–1979, 1980/81, 1982/83, 2006–2011                                                      |
| 1. FC Union Berlin       | 6                       | seit 2019                                                               | 6       | 13                         | 2001–2004, 2009–2019                                                                        |
| Werder Bremen            | 60                      | 1963–1980, 1981–2021, seit 2022                                         | 3       | 2                          | 1980/81, 2021/22                                                                            |
| VfL Bochum               | 38                      | 1971–1993, 1994/95, 1996–1999, 2000/01, 2002–2005, 2006–2010, seit 2021 | 4       | 16                         | 1993/94, 1995/96, 1999/2000, 2001/02, 2005/06, 2010–2021                                    |
| Borussia Dortmund        | 58                      | 1963–1972, seit 1976                                                    | 49      | 2                          | 1974–1976                                                                                   |
| Eintracht Frankfurt      | 56                      | 1963–1996, 1998–2001, 2003/04, 2005–2011, seit 2012                     | 13      | 6                          | 1996–1998, 2001–2003, 2004/05, 2011/12                                                      |
| SC Freiburg              | 25                      | 1993–1997, 1998–2002, 2003–2005, 2009–2015, seit 2016                   | 9       | 22                         | 1978–1993, 1997/98, 2002/03, 2005–2009, 2015/16                                             |
| 1. FC Heidenheim         | 2                       | seit 2023                                                               | 2       | 9                          | 2014–2023                                                                                   |
| TSG 1899 Hoffenheim      | 17                      | seit 2008                                                               | 17      | 1                          | 2007/08                                                                                     |
| Holstein Kiel            | 1                       | seit 2024                                                               | 1       | 10                         | 1978–1981, 2017–2024                                                                        |
| RB Leipzig               | 9                       | seit 2016                                                               | 9       | 2                          | 2014–2016                                                                                   |
| Bayer 04 Leverkusen      | 46                      | seit 1979                                                               | 46      | 4                          | 1975–1979                                                                                   |
| 1. FSV Mainz 05          | 18                      | 2004–2007, seit 2009                                                    | 16      | 19                         | 1974–1976, 1988/89, 1990–2004, 2007–2009                                                    |
| Borussia Mönchengladbach | 57                      | 1965–1999, 2001–2007, seit 2008                                         | 17      | 3                          | 1999–2001, 2007/08                                                                          |
| FC Bayern München        | 60                      | seit 1965                                                               | 60      |                            |                                                                                             |
| FC St. Pauli             | 9                       | 1977/78, 1988–1991, 1995–1997, 2001/02, 2010/11, seit 2024              | 1       | 32                         | 1974–1977, 1978/79, 1984/85, 1986–1988, 1991–1995, 1997–2001, 2002/03, 2007–2010, 2011–2024 |
| VfB Stuttgart            | 58                      | 1963–1975, 1977–2016, 2017–2019, seit 2020                              | 5       | 4                          | 1975–1977, 2016/17, 2019/20                                                                 |
| VfL Wolfsburg            | 28                      | seit 1997                                                               | 28      | 7                          | 1974/75, 1976/77, 1992–1997                                                                 |

## Aktuelle Vereine der 2. Bundesliga
| Verein                                     | Jahre in der Bundesliga | Jahre in der Bundesliga                                                                       | Jahre in der 2. Bundesliga | Jahre in der 2. Bundesliga                                                                         |
| ------------------------------------------ | ----------------------- | --------------------------------------------------------------------------------------------- | -------------------------- | -------------------------------------------------------------------------------------------------- |
| Hertha BSC                                 | 40                      | 1963–1965, 1968–1980, 1982/83, 1990/91, 1997–2010, 2011/12, 2013–2023                         | 17                         | 1980–1982, 1983–1986, 1988–1990, 1991–1997, 2010/11, 2012/13, seit 2023                            |
| Eintracht Braunschweig                     | 21                      | 1963–1973, 1974–1980, 1981–1985, 2013/14                                                      | 21                         | 1980/81, 1985–1987, 1988–1993, 2002/03, 2005–2007, 2011–2013, 2014–2018, 2020/21, seit 2022        |
| SV Darmstadt 98                            | 5                       | 1978/79, 1981/82, 2015–2017, 2023/24                                                          | 25                         | 1974–1978, 1979–1981, 1982–1991, 1992–1994, 2014/15, 2017–23, seit 2024                            |
| Fortuna Düsseldorf                         | 25                      | 1966/67, 1971–1987, 1989–1992, 1995–1997, 2012/13, 2018–2020                                  | 19                         | 1987–1989, 1992/93, 1994/95, 1997–1999, 2009–2012, 2013–2018, seit 2020                            |
| SV Elversberg                              |                         |                                                                                               | 2                          | seit 2023                                                                                          |
| SpVgg Greuther Fürth bis 1996 SpVgg Fürth  | 2                       | 2012/13, 2021/22                                                                              | 35                         | 1974–1983, 1997–2012, 2013–2021, seit 2022                                                         |
| Hannover 96                                | 30                      | 1964–1974, 1975/76, 1985/86, 1987–1989, 2002–2016, 2017–2019                                  | 28                         | 1974/75, 1976–1985, 1986/87, 1989–1996, 1998–2002, 2016/17, seit 2019                              |
| Hamburger SV                               | 55                      | 1963–2018                                                                                     | 7                          | seit 2018                                                                                          |
| 1. FC Kaiserslautern                       | 44                      | 1963–1996, 1997–2006, 2010–2012                                                               | 14                         | 1996/97, 2006–2010, 2012–2018, seit 2022                                                           |
| Karlsruher SC                              | 24                      | 1963–1968, 1975–1977, 1980–1983, 1984/85, 1987–1998, 2007–2009                                | 28                         | 1974/75, 1977–1980, 1983/84, 1985–1987, 1998–2000, 2001–2007, 2009–2012, 2013–2017, seit 2019      |
| 1. FC Köln                                 | 52                      | 1963–1998, 2000–2002, 2003/04, 2005/06, 2008–2012, 2014–2018, 2019–2024                       | 10                         | 1998–2000, 2002/03, 2004/05, 2006–2008, 2012–2014, 2018/19, seit 2024                              |
| 1. FC Magdeburg                            |                         |                                                                                               | 4                          | 2018/19, seit 2022                                                                                 |
| Preußen Münster                            | 1                       | 1963/64                                                                                       | 10                         | 1974–1981, 1989–1991, seit 2024                                                                    |
| 1. FC Nürnberg                             | 33                      | 1963–1969, 1978/79, 1980–1984, 1985–1994, 1998/99, 2001–2003, 2004–2008, 2009–2014, 2018/2019 | 23                         | 1974–1978, 1979/80, 1984/85, 1994–1996, 1997/98, 1999–2001, 2003/04, 2008/09, 2014–2018, seit 2019 |
| SC Paderborn 07 1982/83 TuS Schloß Neuhaus | 2                       | 2014/15, 2019/20                                                                              | 16                         | 1982/83, 2005–2008, 2009–2014, 2015/16, 2018/19, seit 2020                                         |
| SSV Jahn Regensburg                        |                         |                                                                                               | 11                         | 1975–1977, 2003/04, 2012/13, 2017–2023, seit 2024                                                  |
| FC Schalke 04                              | 54                      | 1963–1981, 1982/83, 1984–1988, 1991–2021, 2022/23                                             | 8                          | 1981/82, 1983/84, 1988–1991, 2021/22, seit 2023                                                    |
| SSV Ulm 1846                               | 1                       | 1999/2000                                                                                     | 9                          | 1979–1981, 1983–1985, 1986–1988, 1998/99, 2000/01, seit 2024                                       |

## Ehemalige Mitglieder der Bundesliga
(aufgeführt sind hier nur Vereine, die nicht in einer der oberen Tabellen aufgeführt sind)
| Verein                                                              | Jahre in der Bundesliga | Jahre in der Bundesliga                                                            | Jahre in der 2. Bundesliga | Jahre in der 2. Bundesliga                                                                                  | aktuelle Liga        | Ebene          |
| ------------------------------------------------------------------- | ----------------------- | ---------------------------------------------------------------------------------- | -------------------------- | --- | -------------------- | -------------- |
| Alemannia Aachen                                                    | 4                       | 1967–1970, 2006/07                                                                 | 28                         | 1974–1990, 1999–2006, 2007–2012                                                                             | 3. Liga              | 3              |
| Blau-Weiß 90 Berlin                                                 | 1                       | 1986/87                                                                            | 7                          | 1984–1986, 1987–1992                                                                                        | 1992 aufgelöst       | 1992 aufgelöst |
| Tasmania Berlin                                                     | 1                       | 1965/66                                                                            |                            | | 1973 aufgelöst       | 1973 aufgelöst |
| Tennis Borussia Berlin                                              | 2                       | 1974/75, 1976/77                                                                   | 9                          | 1975/76, 1977–1981, 1985/86, 1993/94, 1998–2000                                                             | Oberliga Nordost     | 5              |
| Arminia Bielefeld                                                   | 19                      | 1970–1972, 1978/79, 1980–1985, 1996–1998, 1999/2000, 2002/03, 2004–2009, 2020–2022 | 22                         | 1974–1978, 1979/80, 1985–1988, 1995/96, 1998/99, 2000–2002, 2003/04, 2009–2011, 2013/14, 2015–2020, 2022/23 | 3. Liga              | 3              |
| Energie Cottbus                                                     | 6                       | 2000–2003, 2006–2009                                                               | 11                         | 1997–2000, 2003–2006, 2009–2014                                                                             | 3. Liga              | 3              |
| Dynamo Dresden                                                      | 4                       | 1991–1995                                                                          | 10                         | 2004–2006, 2011–2014, 2016–2020, 2021/22                                                                    | 3. Liga              | 3              |
| MSV Duisburg bis 1965/66 Meidericher SV                             | 28                      | 1963–1982, 1991/92, 1993–1995, 1996–2000, 2005/06, 2007/08                         | 23                         | 1982–1986, 1989–1991, 1992/93, 1995/96, 2000–2005, 2006/07, 2008–2013, 2015/16, 2017–2019                   | Regionalliga West    | 4              |
| Rot-Weiss Essen                                                     | 7                       | 1966/67, 1969–1971, 1973–1977                                                      | 16                         | 1977–1984, 1986–1991, 1993/94, 1996/97, 2004/05, 2006/07                                                    | 3. Liga              | 3              |
| FC 08 Homburg                                                       | 3                       | 1986–1988, 1989/90                                                                 | 15                         | 1974–1981, 1984–1986, 1988/89, 1990–1995                                                                    | Regionalliga Südwest | 4              |
| FC Ingolstadt 04 bis 2004 MTV Ingolstadt und ESV Ingolstadt-Ringsee | 2                       | 2015–2017                                                                          | 11                         | 1979–1981, 2008/09, 2010–2015, 2017–2019, 2021/22                                                           | 3. Liga              | 3              |
| SC Fortuna Köln                                                     | 1                       | 1973/74                                                                            | 26                         | 1974–2000                                                                                                   | Regionalliga West    | 4              |
| VfB Leipzig 2021 Fusion mit dem / zum 1. FC Lokomotive Leipzig      | 1                       | 1993/94                                                                            | 6                          | 1991–1993, 1994–1998                                                                                        | Regionalliga Nordost | 4              |
| SV Waldhof Mannheim                                                 | 7                       | 1983–1990                                                                          | 20                         | 1974–1983, 1990–1997, 1999–2003                                                                             | 3. Liga              | 3              |
| TSV 1860 München                                                    | 20                      | 1963–1970, 1977/78, 1979–1981, 1994–2004                                           | 20                         | 1974–1977, 1978/79, 1981/82, 1991/92, 1993/94, 2004–2017                                                    | 3. Liga              | 3              |
| Borussia Neunkirchen                                                | 3                       | 1964–1966, 1967/68                                                                 | 3                          | 1974/75, 1978/79, 1980/81                                                                                   | Saarlandliga         | 6              |
| Rot-Weiß Oberhausen                                                 | 4                       | 1969–1973                                                                          | 18                         | 1974/75, 1979–1981, 1983–1988, 1998–2005, 2008–2011                                                         | Regionalliga West    | 4              |
| Kickers Offenbach                                                   | 7                       | 1968/69, 1970/71, 1972–1976, 1983/84                                               | 14                         | 1976–1983, 1984/85, 1987–1989, 1999/2000, 2005–2008                                                         | Regionalliga Südwest | 4              |
| Hansa Rostock                                                       | 12                      | 1991/92, 1995–2005, 2007/08                                                        | 11                         | 1992–1995, 2005–2007, 2008–2010, 2011/12, 2021–2024                                                         | 3. Liga              | 3              |
| 1. FC Saarbrücken                                                   | 5                       | 1963/64, 1976–1978, 1985/86, 1992/93                                               | 19                         | 1974–1976, 1978–1981, 1983–1985, 1986–1992, 1993–1995, 2000–2002, 2004–2006                                 | 3. Liga              | 3              |
| Stuttgarter Kickers                                                 | 2                       | 1988/89, 1991/92                                                                   | 23                         | 1974–1988, 1989–1991, 1992–1994, 1996–2001                                                                  | Regionalliga Südwest | 4              |
| KFC Uerdingen 05 bis 1995 FC Bayer 05 Uerdingen                     | 14                      | 1975/76, 1979–1981, 1983–1991, 1992/93, 1994–1996                                  | 11                         | 1974/75, 1976–1979, 1981–1983, 1991/92, 1993/94, 1996–1999                                                  | Regionalliga West    | 4              |
| SpVgg Unterhaching                                                  | 2                       | 1999–2001                                                                          | 11                         | 1989/90, 1992/93, 1995–1999, 2001/02, 2003–2007                                                             | 3. Liga              | 3              |
| SG Wattenscheid 09                                                  | 4                       | 1990–1994                                                                          | 20                         | 1974–1990, 1994–1996, 1997–1999                                                                             | Oberliga Westfalen   | 5              |
| Wuppertaler SV                                                      | 3                       | 1972–1975                                                                          | 7                          | 1975–1980, 1992–1994                                                                                        | Regionalliga West    | 4              |
| Stand: Saison 2024/25                                               |                         |                                                                                    |                            | |                      |                |

## Ehemalige Mitglieder der eingleisigen 2. Bundesliga (seit 1981)
(aufgeführt sind hier nur Vereine, die nicht in einer der oberen Tabellen aufgeführt sind; aufgeführt sind auch die Vereine, die (nur) 1991/92 in der zweigeteilten 2. Bundesliga, Staffel Nord oder Süd, gespielt haben)
| Verein | Jahre in der 2. Bundesliga | Jahre in der 2. Bundesliga                                                     | aktuelle Liga                    | Ebene          |
| --- | -------------------------- | ------------------------------------------------------------------------------ | -------------------------------- | -------------- |
| VfR Aalen | 3                          | 2012–2015                                                                      | Oberliga Baden-Württemberg       | 5              |
| Rot Weiss Ahlen bis 2006 LR Ahlen                                                                                | 8                          | 2000–2006, 2008–2010                                                           | Regionalliga West                | 4              |
| Viktoria Aschaffenburg                                                                                           | 3                          | 1985–1987, 1988/89                                                             | Regionalliga Bayern              | 4              |
| FC Erzgebirge Aue                                                                                                | 16                         | 2003–2008, 2010–2015, 2016–2022                                                | 3. Liga                          | 3              |
| SV Babelsberg 03                                                                                                 | 1                          | 2001/02                                                                        | Regionalliga Nordost             | 4              |
| SpVgg Bayreuth                                                                                                   | 12                         | 1974–1982, 1985/86, 1988–1990                                                  | Regionalliga Bayern              | 4              |
| BSV Stahl Brandenburg                                                                                            | 1                          | 1991/92                                                                        | 1998 aufgelöst                   |                |
| Wacker Burghausen                                                                                                | 5                          | 2002–2007                                                                      | Regionalliga Bayern              | 4              |
| VfR Bürstadt | 4                          | 1977/78, 1979–1981, 1984/85                                                    | Kreisliga A Bergstraße           | 9              |
| SC Charlottenburg                                                                                                | 1                          | 1983/84                                                                        | Berlin-Liga                      | 6              |
| Chemnitzer FC | 7                          | 1991–1996, 1999–2001                                                           | Regionalliga Nordost             | 4              |
| FC Rot-Weiß Erfurt                                                                                               | 2                          | 1991/92, 2004/05                                                               | Regionalliga Nordost             | 4              |
| FSV Frankfurt | 16                         | 1975–1981, 1982/83, 1994/95, 2008–2016                                         | Regionalliga Südwest             | 4              |
| Freiburger FC | 5                          | 1977–1982                                                                      | Oberliga Baden-Württemberg       | 5              |
| FC Gütersloh bis 1978 DJK Gütersloh                                                                              | 5                          | 1974–1976, 1996–1999                                                           | Regionalliga West (FC Gütersloh) | 4              |
| Hallescher FC | 1                          | 1991/92                                                                        | 3. Liga                          | 4              |
| TSV Havelse | 1                          | 1990/91                                                                        | Regionalliga Nord                | 4              |
| FC Carl Zeiss Jena                                                                                               | 8                          | 1991–1994, 1995–1998, 2006–2008                                                | Regionalliga Nordost             | 4              |
| KSV Hessen Kassel 1993 Konkurs, Neugründung als FC Hessen Kassel 1998 Konkurs, Neugründung als KSV Hessen Kassel | 8                          | 1980–1987, 1989/90                                                             | Regionalliga Südwest             | 4              |
| TuS Koblenz | 4                          | 2006–2010                                                                      | Oberliga Rheinland-Pfalz/Saar    | 5              |
| VfB Lübeck | 4                          | 1995–1997, 2002–2004                                                           | Regionalliga Nord                | 4              |
| SV Meppen | 11                         | 1987–1998                                                                      | Regionalliga Nord                | 4              |
| VfB Oldenburg | 5                          | 1980/81, 1990–1993, 1996/97                                                    | Regionalliga Nord                | 4              |
| VfL Osnabrück | 26                         | 1974–1984, 1985–1993, 2000/01, 2003/04, 2007–2009, 2010/11, 2019–2021, 2023/24 | 3. Liga                          | 3              |
| FC Remscheid bis 1984 BV 08 Lüttringhausen bis 1990 BVL 08 Remscheid                                             | 5                          | 1982–1984, 1987/88, 1991–1993                                                  | Landesliga Niederrhein           | 6              |
| SSV Reutlingen 05                                                                                                | 4                          | 1975/76, 2000–2003                                                             | Oberliga Baden-Württemberg       | 5              |
| FSV Salmrohr | 1                          | 1986/87                                                                        | Bezirksliga West Rheinland       | 7              |
| SV Sandhausen | 11                         | 2012–2023                                                                      | 3. Liga                          | 3              |
| 1. FC Schweinfurt 05                                                                                             | 4                          | 1974–1976, 1990/91, 2001/02                                                    | Regionalliga Bayern              | 4              |
| Sportfreunde Siegen                                                                                              | 1                          | 2005/06                                                                        | Oberliga Westfalen               | 5              |
| SG Union Solingen                                                                                                | 14                         | 1975–1989                                                                      | 1990 aufgelöst                   | 1990 aufgelöst |
| Eintracht Trier                                                                                                  | 8                          | 1976–1981, 2003–2005                                                           | Regionalliga Südwest             | 4              |
| SV Wehen Wiesbaden                                                                                               | 4                          | 2007–2009, 2019/20, 2023/24                                                    | 3. Liga                          | 3              |
| Wormatia Worms                                                                                                   | 6                          | 1974/75, 1977–1982                                                             | Oberliga Rheinland-Pfalz/Saar    | 5              |
| Würzburger Kickers                                                                                               | 3                          | 1977/78, 2016/17, 2020/21                                                      | Regionalliga Bayern              | 4              |
| FSV Zwickau | 4                          | 1994–1998                                                                      | Regionalliga Nordost             | 4              |
| Stand: Saison 2024/25                                                                                            |                            |                                                                                |                                  |                |

## Ehemalige Mitglieder der Zweiten Bundesliga Nord (1974–1981)
(aufgeführt sind hier nur Vereine, die nicht in einer der oberen Tabellen aufgeführt sind)
| Verein                    | Jahre in der 2. Bundesliga Nord | Jahre in der 2. Bundesliga Nord | aktuelle Liga                                    | Ebene                              |
| ------------------------- | ------------------------------- | ------------------------------- | ------------------------------------------------ | ---------------------------------- |
| HSV Barmbek-Uhlenhorst    | 1                               | 1974/75                         | Landesliga Hamburg                               | 6                                  |
| Wacker 04 Berlin          | 4                               | 1974–1977, 1978/79              | 1994 aufgelöst                                   | 1994 aufgelöst                     |
| 1. FC Bocholt             | 2                               | 1977/78, 1980/81                | Regionalliga West                                | 4                                  |
| Bonner SC                 | 1                               | 1976/77                         | Mittelrheinliga                                  | 5                                  |
| OSC Bremerhaven           | 2                               | 1977/78, 1979/80                | Bremen-Liga                                      | 5                                  |
| SpVgg Erkenschwick        | 3                               | 1974–1976, 1980/81              | Westfalenliga                                    | 6                                  |
| Schwarz-Weiß Essen        | 4                               | 1974–1978                       | Oberliga Niederrhein                             | 5                                  |
| 1. SC Göttingen 05        | 4                               | 1974–1977, 1980/81              | Landesliga Braunschweig (als 1. SC Göttingen 05) | 6                                  |
| SV Arminia Hannover       | 4                               | 1976–1980                       | Oberliga Niedersachsen                           | 5                                  |
| OSV Hannover              | 2                               | 1979–1981                       | Landesliga Hannover                              | 6                                  |
| SC Herford                | 4                               | 1976–1978, 1979–1981            | Landesliga Westfalen                             | 7                                  |
| Westfalia Herne           | 4                               | 1975–1979                       | Westfalenliga                                    | 6                                  |
| SC Viktoria Köln          | 3                               | 1978–1981                       | 3. Liga (als FC Viktoria Köln)                   | 3                                  |
| Rot-Weiß Lüdenscheid      | 4                               | 1977–1981                       | Westfalenliga                                    | 6                                  |
| 1. FC Mülheim             | 2                               | 1974–1976                       | Kreisliga A                                      | 8                                  |
| Spandauer SV              | 1                               | 1975/76                         | 2014 aufgelöst                                   | 2014 aufgelöst                     |
| DSC Wanne-Eickel          | 2                               | 1978–1980                       | Westfalenliga                                    | 6                                  |
| TSR Olympia Wilhelmshaven | 1                               | 1974/75                         | seit 2009 kein Fußballbetrieb mehr               | seit 2009 kein Fußballbetrieb mehr |
| Stand: Saison 2022/23     |                                 |                                 |                                                  |                                    |

## Ehemalige Mitglieder der Zweiten Bundesliga Süd (1974–1981)
(aufgeführt sind hier nur Vereine, die nicht in einer der oberen Tabellen aufgeführt sind)
| Verein                  | Jahre in der 2. Bundesliga Süd | Jahre in der 2. Bundesliga Süd | aktuelle Liga                                  | Ebene |
| ----------------------- | ------------------------------ | ------------------------------ | ---------------------------------------------- | ----- |
| KSV Baunatal            | 3                              | 1976–1979                      | Hessenliga                                     | 5     |
| VfB Eppingen            | 1                              | 1980/81                        | Verbandsliga Baden                             | 6     |
| FC Hanau 93             | 1                              | 1978/79                        | Hessenliga                                     | 5     |
| VfR Heilbronn           | 1                              | 1974/75                        | Bezirksliga Unterland (als FC Union Heilbronn) | 8     |
| FC Bayern Hof           | 4                              | 1974–1978                      | Bayernliga Nord (als SpVgg Bayern Hof)         | 5     |
| MTV Ingolstadt          | 2                              | 1978–1980                      | Kreisklasse 1 Donau/Isar                       | 10    |
| Eintracht Bad Kreuznach | 1                              | 1975/76                        | Verbandsliga Südwest                           | 7     |
| VfR Mannheim            | 1                              | 1974/75                        | Oberliga Baden-Württemberg                     | 5     |
| FK Pirmasens            | 4                              | 1974–1978                      | Oberliga Rheinland-Pfalz/Saar                  | 5     |
| BSV 07 Schwenningen     | 1                              | 1976/77                        | Bezirksliga Schwarzwald                        | 8     |
| SV Röchling Völklingen  | 4                              | 1974–1977, 1979/80             | Kreisliga A Köllertal/Warndt                   | 10    |
| Würzburger FV           | 4                              | 1976–1980                      | Bayernliga Nord                                | 5     |
| Stand: Saison 2023/24   |                                |                                |                                                |       |